# Alexandr Vasiljevič Fomin
Alexandr Vasiljevič Fomin (rusky Александр Васильевич Фомин; 26. června 1917 – 28. březen 1945) byl sovětský důstojník Rudé armády a velitel Partyzánské brigády Mistra Jana Husa, která provedla paravýsadek na naše území v noci 26. října 1944.

## Vojenská kariéra
V mládí se chtěl vyučit agronomem. Po studiu mu ovšem přišlo povolání do vojenské služby, a tak se od této doby jeho život točil jen kolem role důstojníka Rudé armády. Vystudoval vojenské střelecké učiliště v Kazani a v roce 1939 dosáhl hodnosti poručíka. Během války ho úřady odvolaly znovu do Kazaně, tentokrát na Válečnou akademii, kde studoval jen pár měsíců. V roce 1942 se účastnil bojů u Stalingradu, kde působil na jižní frontě bojiště. Za toto počínání obdržel medaili Za obranu Stalingradu. Před odletem v roce 1944 byl Fomin povýšen na majora.

### Velení partyzánské brigády Mistr Jan Hus
V srpnu 1944 se hledali vhodní velitelé organizátorských pararojů do českých zemí. Volba padla také na kapitána Fomina, který byl pověřen velením nad výsadkem Mistr Jan Hus. Jednotka postupně dostala konečnou podobu jedenáctičlenného výsadku a dne 26. října 1944 byl výsadek proveden. Původně měli seskočit u Krucemburku. Orientace místa měla být pomocí rybníka Velké Dářko. Nakonec však byl výsadek proveden někde mezi vesnicemi Starkoč a Lovčice, přibližně 8 km severovýchodně od Čáslavi.
Po seskoku zamířil oddíl pod Fominovým velením na Žďársko. Tábor si založili asi 4. listopadu 1944 na Kamenném vrchu nad osadou Nová Huť. Na zimu přešli ke spolupracovníkovi brigády, hajnému Viktoru Hlávkovi do Račína.
V průběhu ledna 1945 proběhly dvě protipartyzánské ofenzivní akce kolem Křížové[kde?] a Trhové Kamenice, při kterých bylo mnoho spolupracovníků partyzánů zatčeno. V důsledku těchto razií proti partyzánům se Fomin rozhodl oddíl rozdělit na 4 malé pohyblivé skupiny.
V dalších dnech a týdnech se Fomin přesunul na Ledečsko, kde prováděl zpravodajskou a organizační službu. Dne 28. března 1945 se měl sejít s velitelem jiné skupiny Nikolajem Vladimirovičem Kolesnikem. Cestou na schůzku se utábořil v houštině u Leškovic. Spolu s Fominem zde bylo dalších šest partyzánů – mezi nimi dva Češi. Večer začali vysílačkou radisté skupiny A. Čepurov a M. Poljakovová vysílat radiorelaci s novými informacemi do Sovětského svazu. Signály z radiostanice byly ovšem zachyceny a Fominův oddíl byl obklíčen přesilou Němců.

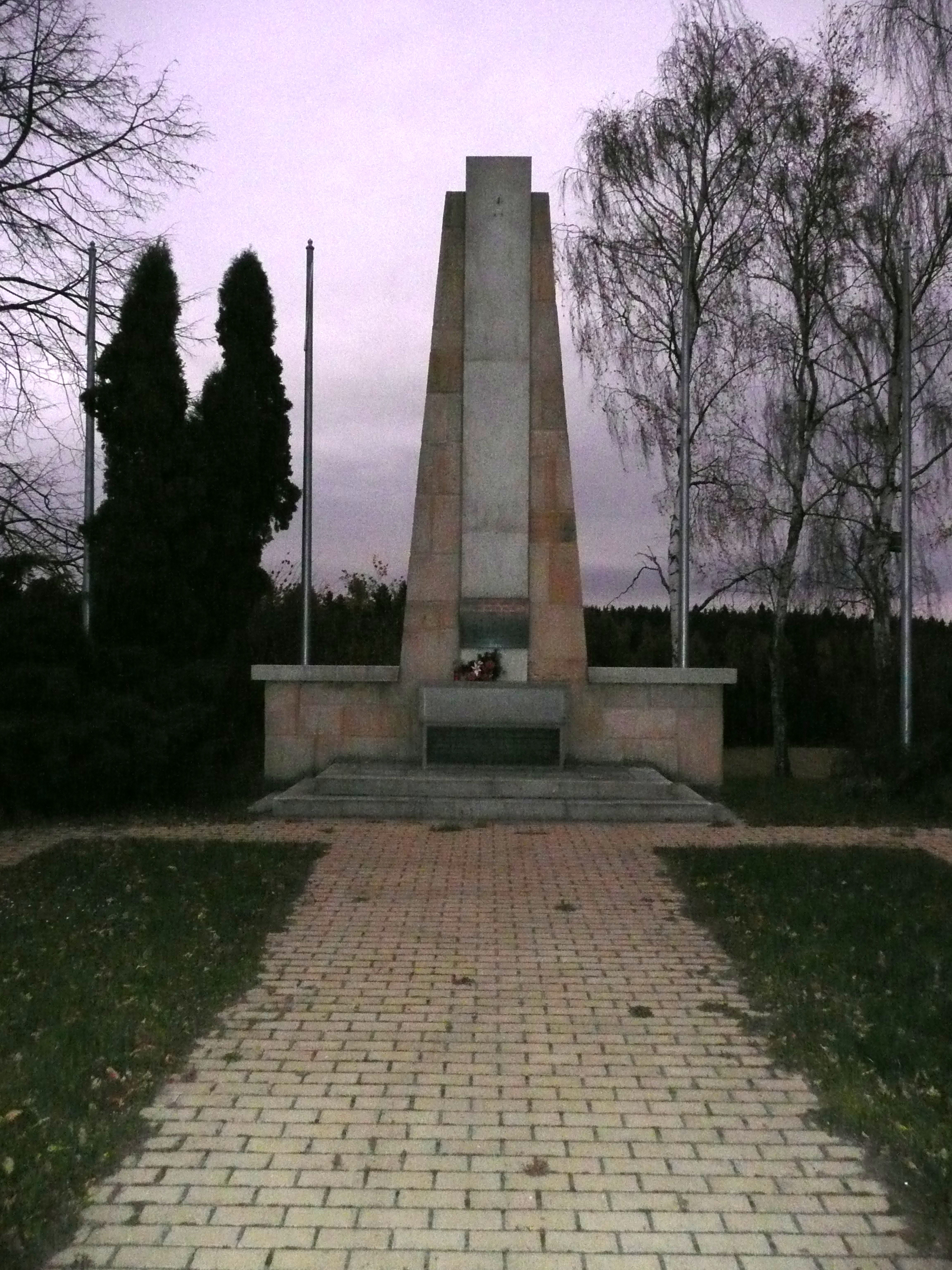
Památník padlých partyzánů v obci Leškovice

První výstřely padly po šesté hodině večer a přestřelka trvala až do čtyř hodin do rána. V boji s nacisty nakonec padlo všech 7 členů štábu – velitel štábu major Fomin, náčelník štábu nadporučík Perchun, radisté Čepurov a Poljakovová, lékařka Smyková a dva čeští partyzáni Josef Coufal ze Samotína a Jan Janáček ze Sobiňova. Ještě před smrtí stihli zničit radiostanici a nejdůležitější doklady a dokumenty.
Podle zprávy Gestapa sepsal major Fomin během obležení tři následují vzkazy:
| „                                     | 26. 3. 45. Jsme obklíčeni. Vydržíme do konce. Nepřítel – 300 německých vojáků. Budeme střílet do posledního náboje. 4. ukr. front. Žijeme pro český národ, za šťastnou budoucnost slovanských národů, za porážku Němců. Fomin 27. 3. 1945 Nemáme čas prorazit, obklíčili nás. Kapitán Fomin. Umíráme za vlast | “ |
| — Zpráva Gestapa o akci v Leškovicích | |   |

Kapitan Fomin se v bezvýchodné situaci pokusil o sebevraždu. Výstřel do úst, ale přežil a těžce raněn byl v bezvědomí převezen do Chrudimi. Zde měl přivolaný lékař Fomina připravit k výslechu. Při výslechu byl mučen a nakonec byl 28. března zastřelen velitelem kolínského gestapa Paulem Feustelem.

## Po smrti
Na místě obklíčení u Leškovic vznikly dva památníky na paměť padlých.